# Eastar Jet

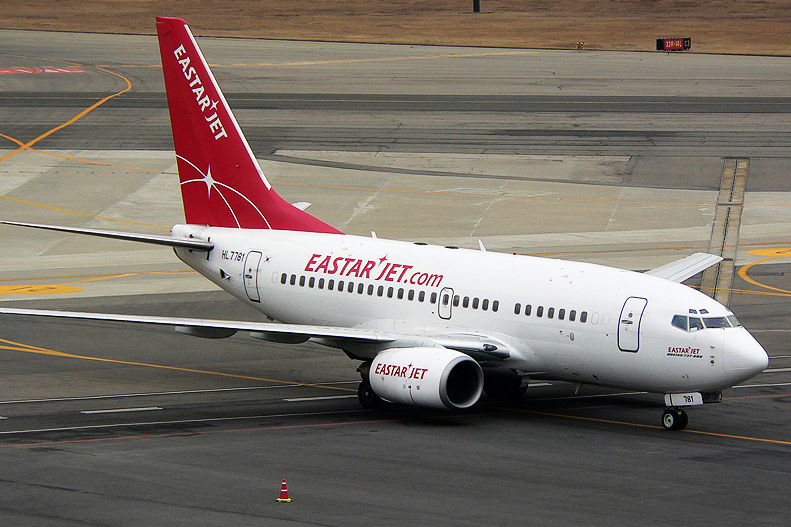
Boeing 737-600, що належить компанії Eastar Jet в 2009 році.

Eastar Jet — південнокорейська бюджетна авіакомпанія зі штаб-квартирою в районі Кансогу Сеула. Перший рейс компанія здійснила 7 січня 2009 року з Кімпхо в Чеджу.

## Флот
Повітряний флот Eastar Jet включає в себе 8 судів:
- 5 Boeing 737-700
- 3 Boeing 737-800

Компанія дотримується політики використання однотипних судів для більшої ефективності обслуговування, як частина стратегії бюджетної авіакомпанії.